# Ornithogalum uluense
Ornithogalum uluense är en sparrisväxtart som beskrevs av Franz Speta. Ornithogalum uluense ingår i släktet stjärnlökar, och familjen sparrisväxter. Inga underarter finns listade i Catalogue of Life.